# VIVAB

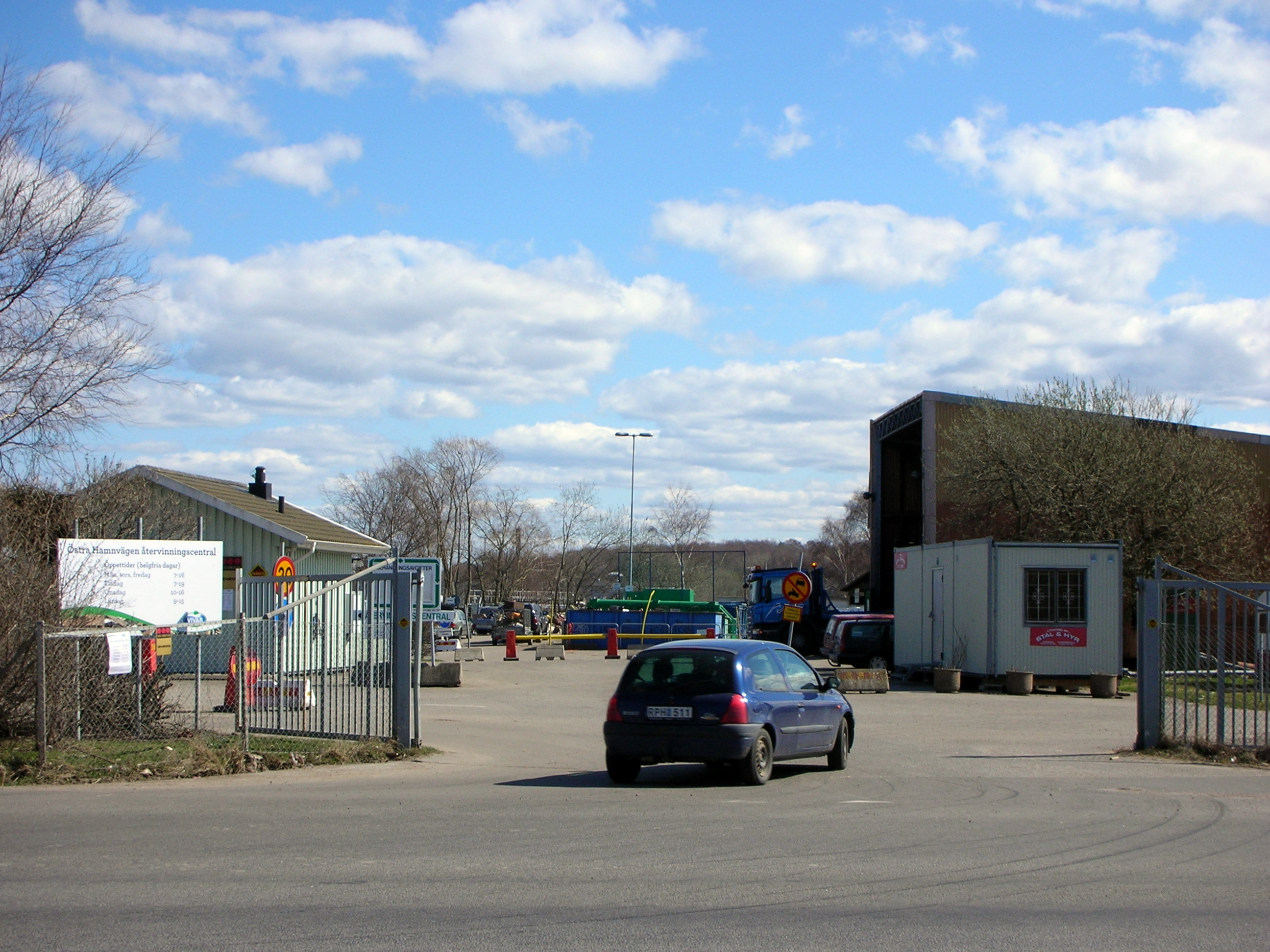
Östra Hamnvägens återvinningscentral i Varberg.

VIVAB, Vatten & Miljö i Väst AB, är ett kommunalt bolag som ansvarar för vattenproduktion, avloppsvattenrening och avfallshantering både Varbergs och Falkenbergs kommuner. Bolaget ägs gemensamt av Varbergs och Falkenbergs kommuner.
VIVAB har från 1 januari 2009 ansvar för vattenproduktion, avloppsvattenrening och avfallshantering i Varbergs och Falkenbergs kommuner, då de båda kommunerna gick samman och inledde samarbetet. Dessförinnan ansvarade Gatuförvaltningen i Varbergs kommun för VA- och avfallsverksamheten i Varberg. I Falkenberg ansvarade FAVRAB, Falkenbergs Vatten & Renhållnings AB, för dessa frågor i Falkenbergs kommun.
VIVAB är ett driftsbolag som sköter all verksamhet, anläggningarna ägs fortfarande av de båda kommunerna genom driftsbolagen FAVRAB och Varberg Vatten AB. Verksamheten berör ca 100 000 personer och har 187 tillsvidareanställda medarbetare (2019) . 